# قطار ونکاتادری
قطار ونکاتادری یا ونکاتادری اکسپرس (به انگلیسی: Venkatadri Express) فیلمی هندی محصول سال ۲۰۱۳ و به کارگردانی مرلاپاکا گاندهی است. در این فیلم بازیگرانی همچون ساندیپ کیشان، راکول پریت سینگ و ساپتاگیری ایفای نقش کرده‌اند.